# Železniční trať Pančevo–Kikinda

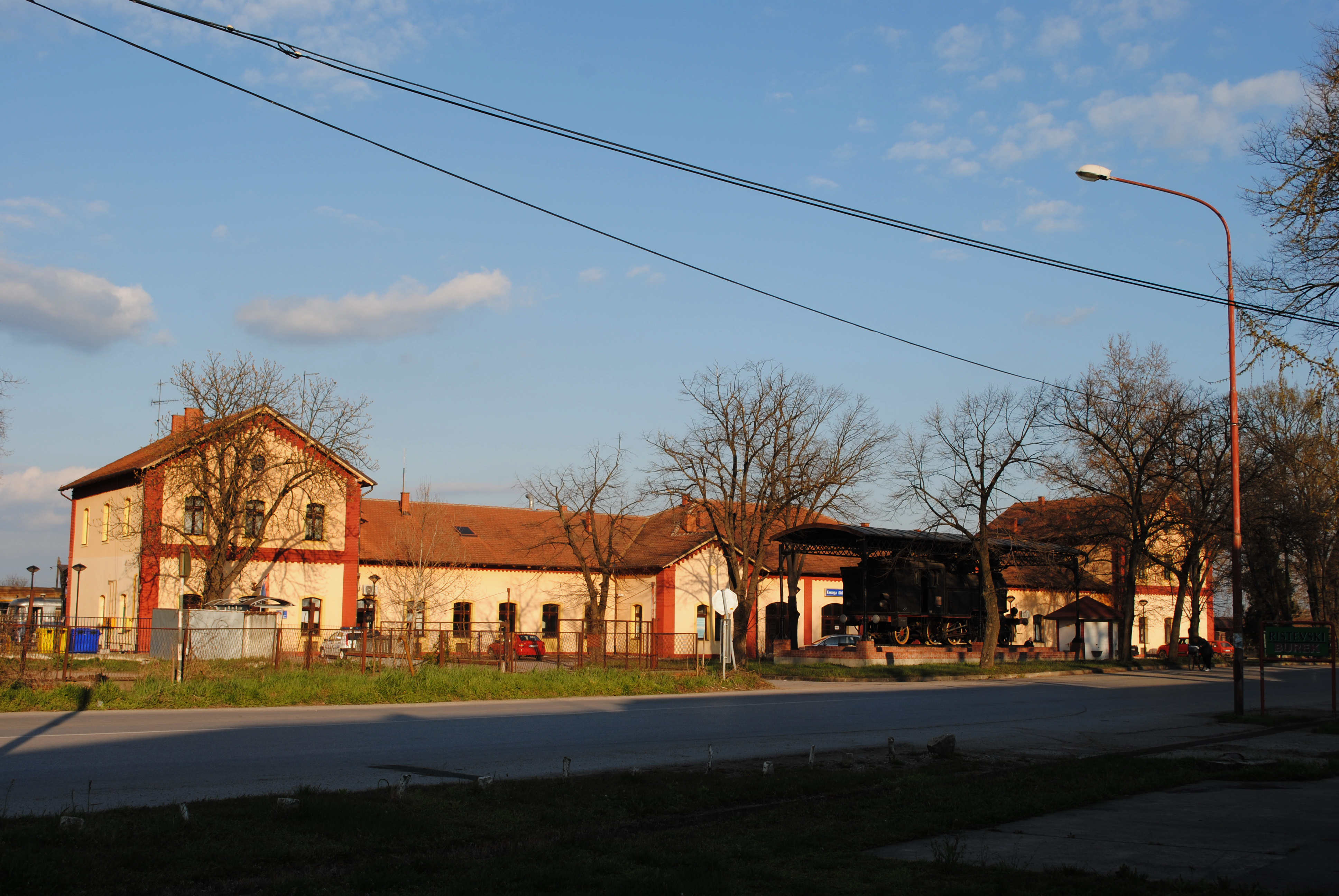
Nádraží v Kikindě

Železniční trať Pančevo–Kikinda se nachází ve Vojvodině, na území Srbska. Dlouhá je 77,4 km.
Trať je vedena v rovinách Podunajské nížiny. Po mostech překonává několik řek; ve Zrenjaninu je to Begej a v blízkosti Orlovatu potom Tamiš. 

## Historie
Vznik trati na území jižní části Uher předvídal již plán uherského ministra pro veřejné práce z roku 1867. Výstavba trati trvala až do roku 1883, jednalo se však ale jen o úsek do města Veliki Bečkerek (dnes Zrenjanin). Dne 8. června byla slavnostně jednokolejná trať otevřena. Sloužila nejen pro místní dopravu, ale jezdily po ní vlaky z Pančeva až do Vídně nebo Budapešti. Na výstavbu trati přispěla tehdejší uherská župa a také jednotlivé obce, které byly tratí propojeny. Trať v osobní i nákladní dopravě nahradila lodní dopravu po vojvodinských kanálech. V roce 1894 byla trať prodloužena na jih až k Pančevu.
Trať byla naposledy rekonstruována v roce 1935. Provoz na trati poklesl po roce 1992 v souvislosti s uvalením hospodářských sankcí a útlumem průmyslové výroby v zemi. Špatný technický stav trati znamenal snížení cestovní rychlosti, což vedlo k tomu, že trať přestala být konkurenceschopná vůči autobusové dopravě a získala význam hlavně pro dopravu velkého množství nákladu, který není možné bezpečně přepravovat po silnici. Některé druhy nákladu však musí kvůli špatnému technickému stavu trať objíždět přes Sentu a Subotici.
V roce 2008 se předpokládala rekonstrukce jednokolejné neelektrizované trati v celkové ceně 25 milionů EUR, která by rovněž vyžadovala nákup nových vozidel. O dekádu později byly na trať nasazeny ruské motorové vozy.

## Stanice
- Pančevo
- Kačarevo
- Crepaja
- Debeljača
- Kovačica
- Uzdin
- Tomaševac
- Orlovat stajalište (trať Novi Sad-Orlovat).
- Lukićevo
- Zrenjanin
- Elemir
- Melenci
- Kumane
- Novi Bečej
- Novo Miloševo
- Kikinda